# Мюйр, Юри Юханович

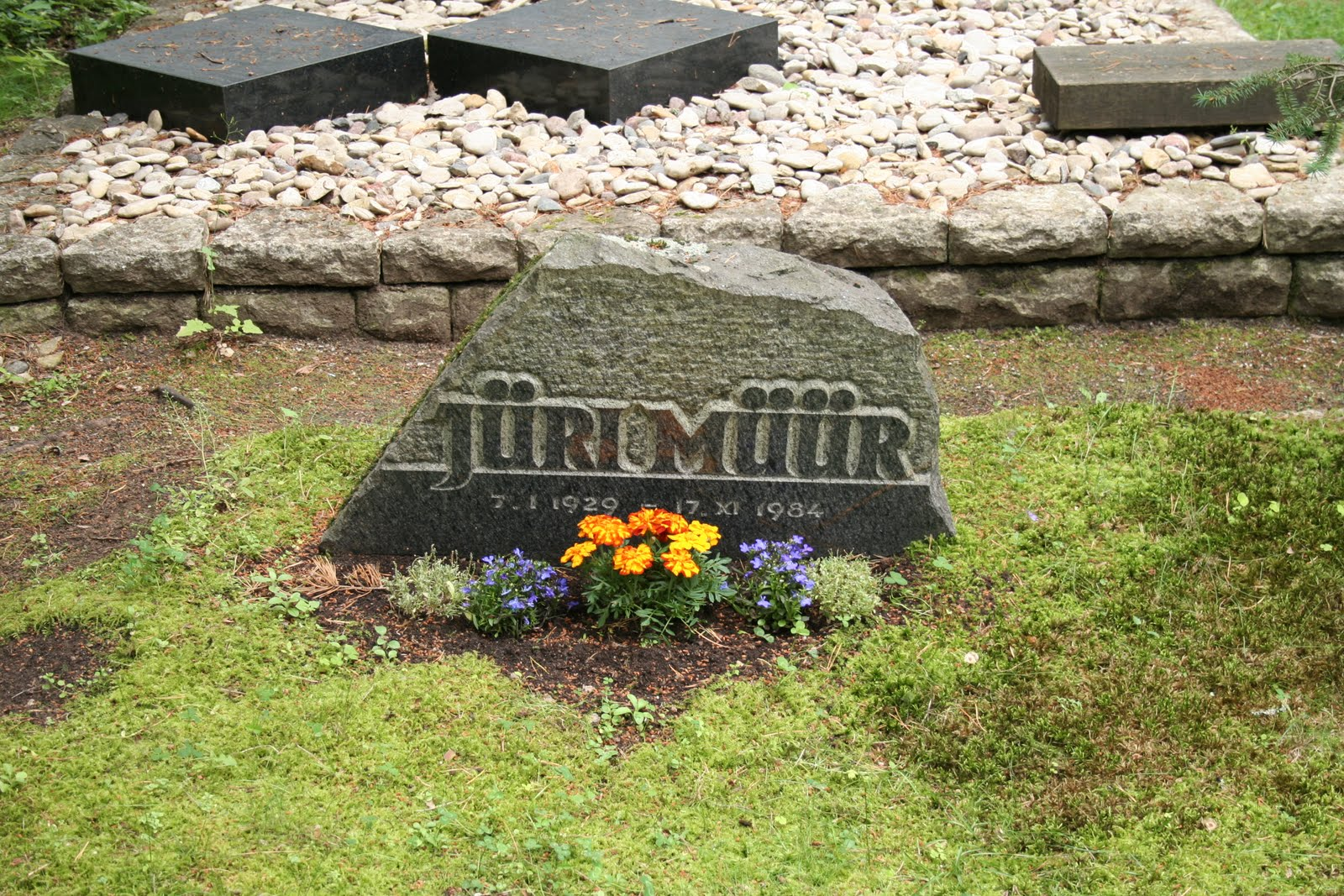
Могила Ю.Мюйра

Юри Юханович Мюйр (эст. Jüri Müür; 7 января 1929, Тарту — 17 ноября 1984, Таллин) — эстонский советский режиссёр, сценарист, актёр.

## Биография
В 1960 году окончил Всесоюзный государственный институт кинематографии в Москве. С 1960 по 1972 год и с 1975 по 1984 год работал на Таллинской киностудии. С 1972 по 1975 год — в кинокомпании Эстонского государственного телевидения Eesti Telefilm. Член КПСС.
Последнее место работы — старший консультант Эстонской киноассоциации.
За свою карьеру снял, как режиссёр 6 кинокартин, написал 10 сценариев, сыграл в 5 фильмах. Кроме того, в 1960-х и 1970-х годах снял ряд эстонских документальных фильмов. Также участвовал в создании анимационных фильмов.

## Избранная фильмография
Режиссёрские работы
- 1977 — Скорпион / Reigi opetaja
- 1973 — Чужой пот
- 1968 — Люди в солдатских шинелях
- 1966 — Письма с острова Чудаков
- 1964 — Новый нечистый из преисподней (совместно с Г.Кромановым)
- 1961 — Парни одной деревни

Документальные фильмы
- Leelo (1969; о юбилейном Эстонском празднике песни)
- Võõras higi (1973)
- Läbi halli kivi (1975)
- Künnimehe väsimus (1982)
- Kus kasvavad kivid (1983, в соавт.)
- Maa kivid (1983, в соавт.)

Сценарист
- 1984 — Под чужим именем / Voora nime all
- 1974 — Продолжение / Aeg maha
- 1968 — Люди в солдатских шинелях
- 1966 — Письма с острова Чудаков
- 1964 — Новый нечистый из преисподней (совместно с Г.Кромановым)

Актёр
- 1985 — Документ "Р" — эпизод (в титрах — Ю. Мююр)
- 1983 — Замкнутый круг / Suletud ring — начальник полиции
- 1975 — Школа господина Мауруса — Оллино (дублировал Анатолий Игнатьев)
- 1966 — Письма с острова Чудаков — эпизод
- 1965 — Им было восемнадцать — Кюльванд, лейтенант (озвучил Олег Голубицкий)
- 1959 — Судьба человека — немецкий офицер (нет в титрах)

Ряд его фильмов отмечен наградами на всесоюзных фестивалях.
Похоронен в Таллине на Кладбище Пярнамяэ.